# Raimund Böll
Raimund Böll (* 19. Februar 1947 in Köln; † 1. August 1982 in Unterlengenhardt) war ein deutscher bildender Künstler und Bildhauer, der vor allem als Metallbildhauer bekannt wurde.

## Leben und Wirken
Raimund Böll  war der zweite von vier Söhnen des späteren Literatur-Nobelpreisträgers Heinrich Böll und seiner Ehefrau und Übersetzerin Annemarie Böll; der erste Sohn Christoph war noch in seinem Geburtsjahr 1945 gestorben.
Im Mai 1961 betätigte er sich, im Alter von 14 Jahren, zusammen mit seinen Eltern als Fluchthelfer; sie holten die tschechische Pianistin Jaroslava Mandlová (auch Mandl) mit dem mit einem Versteck ausgestatteten Pkw von Heinrich Böll aus der ČSSR und ermöglichten ihr so die Flucht. Mandlová war die Ehefrau des tschechisch-deutsch-jüdischen Musikers, Philosophen und Autors Herbert Thomas Mandl, der bereits 1960 aus der ČSSR geflüchtet war und damals als Gast bei Raimunds Eltern lebte sowie als Privatsekretär für seinen Vater arbeitete.
Ende der 1960er Jahre begann er- nach einer Lehrzeit an der Kölner Dombauhütte – sein Studium der Bildhauerei und Metallplastik an den Kölner Werkschulen bei den Professoren Kurt Schwippert und Anton Berger und wurde 1973 zum Meisterschüler ernannt. Böll war bekannt für seine materialaufwendigen „Schweißarbeiten“ und  Metallskulpturen, für seine bewegbaren Riesenmaschinen als auch für seine filigranen Metallobjekte (die Schule von Prof. Berger). Eine seiner ersten Ausstellungen hatte er 1969 in der Turmgalerie in Villip nahe bei Bonn, wo seine Metallskulpturen und -objekte zusammen mit Bildern der indisch-deutschen Künstlerin Lila Mookerjee, seiner damaligen Freundin und späteren ersten Ehefrau, ausgestellt wurden. Mookerjee studierte Malerei an den Kölner Werkschulen, wechselte dann an die Kunstakademie Düsseldorf und war dort Meisterschülerin von Professor Rupprecht Geiger.
1976 siedelte Raimund Böll in die Schweiz über und heiratete in zweiter Ehe die Schweizerin Heidi Bill. Er wurde Mitarbeiter der künstlerischen Sektion am Goetheanum. Auch pflegte er den Kontakt zu seinem Freund Joseph Beuys. Ab 1979 betrieb Raimund Böll eine Bildhauerschule in Hochwald im Schweizer Kanton Solothurn, die unter anderem von dem bildenden Künstler Alex Zwalen absolviert wurde und wo der Bildhauer Tobias Mattern sich von 1979 bis 1981 in Steinbildhauerei ausbilden ließ.
Raimund Böll verstarb im Alter von 35 Jahren an den Folgen einer Lymphdrüsen-Krebserkrankung.

## Ausstellungen (Auswahl)
- Doppelausstellung zusammen mit Bildern von Lila Mookerjee: Metallskulpturen (u. a. die Bronzeskulptur Hinrichtungsmaschine) in der Turm-Galerie in Villip, 1969[3][5]
- Einzelausstellungen: Skulpturen, Objekte und Graphiken, Photographien und angewandte Arbeiten[6][7] in:
  - Ortsmuseum Trotte in Arlesheim, Schweiz, 16. Januar 1998 bis 8. Februar 1998
  - Kunst Forum in Bonn, 20. Februar 1998 bis 3. April 1998